# FC United of Manchester
FC United of Manchester (celým názvem: Football Club United of Manchester) je anglický poloprofesionální fotbalový klub, který sídlí v Manchesteru ve stejnojmenném metropolitním hrabství Greater Manchester. Od sezóny 2015/16 hraje v National League North (6. nejvyšší soutěž).
Klub byl založen v roce 2005, kvůli kontroverznímu převzetí Manchesteru United Malcomem Glazerem. To vedlo stovky fanoušků z Manchesteru United, aby přecházeli k tomuto klubu. Nazývají se Červení rebelové (Red Rebels).
První tři sezóny pro FC United byly úspěšné, protože každá sezóna vedla k postupu do vyšší soutěže. FC United vstoupil do desáté nejvyšší anglické fotbalové ligy a jako vítěz byl potvrzen dne 15. dubna 2006. Následující sezónu klub postoupil z první divize opět z prvního místa a byl korunován dne 18. dubna 2007. V sezóně 2007/08 skončil tým na druhém místě po play-off v Northern Premier League Division One North což vedlo opět k postupu do ligy Northern Premier League Premier Division. Během své první sezóny měl tým druhou nejvyšší návštěvnost v anglické "Non-League football".

## Historie
Klub byl založen dne 14. června 2005 příznivci Manchesteru United, kteří byli nespokojeni s klubem. Ačkoli tyto příznivci byli z různých důvodů nespokojeni, hlavním katalyzátorem pro vznik FC United bylo nepřátelské převzetí Manchester United americkým podnikatelem Malcolmem Glazerem.
Zakladatelé klubu původně vybrali jméno FC United, ale fotbalový svaz toto jméno zamítli jako příliš obecné. Ti co slíbili peníze se mohli zapojit do hlasování o nové jméno klubu a to: FC United of Manchester, FC Manchester Central, AFC Manchester 1878 a Newton Heath United FC. Dne 14. června 2005 bylo oznámeno, že FC United of Manchester byl vybrán s 44,7% hlasy. (AFC Manchester 1878 obdržel 25,7% hlasů, Newton Heath United FC 25,4% a FC Manchester Central 1,7%). FC United je používána jako zkrácená forma názvu klubu.
Manažer Manchester United Sir Alex Ferguson kritizoval vytvoření klubu s tím, že klub a jeho vedení má zájem o sebe než o Manchesteru United.
Karl Marginson byl jmenován jako manažer dne 22. června. Klub vyhlásil zkoušky na které se přihlásilo 900 hráčů z nichž bylo 200 vybráno, aby se následně z nich 17 hrálo za FC United. Do 8. července 2005, přes 4,000 lidí poslalo peníze FC United a klub měl na účtu přes 100,000 £.

### Sezóna 2005/2006
FC United odehráli první veřejné utkání na venkovním hřišti proti Leigh RMI dne 16. července 2005. Zápas skončil 0:0. FC United vstoupil do the North West Counties League Division Two v prvním ligovém utkání na hřišti Leek County School Old Boys. Po úspěšné sezoně postoupil tým o ligu výše.

### Sezóna 2006/2007
První zápas v the North West Counties League Division One FC United hrál proti St Helens Town v sobotu 12. srpna 2006. FC United vyhrál 2:0. 18. dubna 2007 se stal FC United vítězem soutěže poté co porazil Atherton Laburnum Rovers 7:1 na Gigg Lane. Tým získal double poté co v NWCFL Challenge Cupu porazil Curzon Ashton 2:1.

### Sezóna 2007/2008
FC United hrál v inauguračním roku v Northern Premier League Division One North, první dva zápasy prohrál proti Lancaster City dne 18. srpna (1:2) a proti Garforth Town dne 22. srpna (0:1), a následný výhry nad Bridlington Town a Rossendale United, které FC United posune do středu tabulky.
Podle pravidel FA Cupu letos tým debutoval v této soutěži. Tým začínal 2. září v předkole na venkovním hřišti týmu Trafford. FC United vyhráli 5:2. V prvním kvalifikačním kole tým narazil na Fleetwood Town, kterému podlehli poměrem 2:1 a se soutěží se tým rozloučil.
Klub skončil v ligové tabulce na druhém místě o jeden bod za týmem Bradford Park Avenue a tak tým čekalo play-off, Který tým zvládl a tak postoupil do Northern Premier League Premier Division.

## Získané trofeje
- Manchester Premier Cup ( 2× )
  - 2016/17[1], 2017/18

## Úspěchy v domácích pohárech
Zdroj:
- FA Cup
  - 2. kolo: 2010/11
- FA Trophy
  - Čtvrtfinále: 2014/15
- FA Vase
  - 3. kolo: 2006/07

## Umístění v jednotlivých sezonách
Stručný přehled
Zdroj:
- 2005–2006: North West Counties League (Division Two)
- 2006–2007: North West Counties League (Division One)
- 2007–2008: Northern Premier League (Division One North)
- 2008–2015: Northern Premier League (Premier Division)
- 2015– : National League North

Jednotlivé ročníky
Zdroj:
Legenda: Z – zápasy, V – výhry, R – remízy, P – porážky, VG – vstřelené góly, OG – obdržené góly, +/- – rozdíl skóre, B – body, červené podbarvení – sestup, zelené podbarvení – postup, fialové podbarvení – reorganizace, změna skupiny či soutěže
| Anglie (2005 – ) |                                              |        |    |    |    |    |     |    |      |     |        |
| Sezóny           | Liga                                         | Úroveň | Z  | V  | R  | P  | VG  | OG | +/-  | B   | Pozice |
| 2005/06          | North West Counties League (Division Two)    | 10     | 36 | 27 | 6  | 3  | 11  | 35 | +76  | 87  | 1.     |
| 2006/07          | North West Counties League (Division One)    | 9      | 42 | 36 | 4  | 2  | 157 | 36 | +121 | 112 | 1.     |
| 2007/08          | Northern Premier League (Division One North) | 8      | 42 | 24 | 9  | 9  | 91  | 49 | +42  | 81  | 2.     |
| 2008/09          | Northern Premier League (Premier Division)   | 7      | 42 | 21 | 9  | 12 | 82  | 58 | +24  | 72  | 6.     |
| 2009/10          | Northern Premier League (Premier Division)   | 7      | 38 | 13 | 8  | 17 | 62  | 65 | -3   | 47  | 13.    |
| 2010/11          | Northern Premier League (Premier Division)   | 7      | 42 | 24 | 4  | 14 | 76  | 53 | +23  | 76  | 4.     |
| 2011/12          | Northern Premier League (Premier Division)   | 7      | 42 | 21 | 9  | 12 | 83  | 51 | +32  | 72  | 6.     |
| 2012/13          | Northern Premier League (Premier Division)   | 7      | 42 | 25 | 8  | 9  | 86  | 48 | +38  | 83  | 3.     |
| 2013/14          | Northern Premier League (Premier Division)   | 7      | 46 | 29 | 9  | 8  | 108 | 52 | +56  | 93  | 2.     |
| 2014/15          | Northern Premier League (Premier Division)   | 7      | 46 | 26 | 14 | 6  | 78  | 37 | +41  | 92  | 1.     |
| 2015/16          | National League North                        | 6      | 42 | 15 | 8  | 19 | 60  | 75 | -15  | 53  | 13.    |
| 2016/17          | National League North                        | 6      | 42 | 14 | 12 | 16 | 69  | 68 | +1   | 54  | 13.    |
| 2017/18          | National League North                        | 6      | 42 | 14 | 8  | 20 | 58  | 72 | -14  | 50  | 16.    |
| 2018/19          | National League North                        | 6      | 42 | 9  | 8  | 25 | 49  | 82 | -43  | 34  | 21.    |
| 2019/20          | Northern Premier League (Premier Division)   | 7      | 32 | 16 | 6  | 7  | 73  | 51 | +22  | 57  | 2.     |
| 2020/21          | Northern Premier League (Premier Division)   | 7      | 7  | 2  | 4  | 1  | 9   | 7  | +2   | 10  | 13.    |
| 2021/22          | Northern Premier League (Premier Division)   | 7      | 42 | 18 | 7  | 17 | 66  | 57 | +9   | 61  | 9.     |
| 2022/23          | Northern Premier League (Premier Division)   | 7      | 42 | 19 | 9  | 14 | 68  | 48 | +20  | 63  | 8.     |
| 2023/24          | Northern Premier League (Premier Division)   | 7      | 40 | 15 | 4  | 21 | 55  | 77 | -22  | 48  | 14.    |

## Stadion
Jelikož při založení klubu FC United neměl vlastní stadion, hrál do sezóny 2013/14 na pronajatém stadionu klubu Bury FC (Gigg Lane). Nicméně v důsledku kolizí utkání s týmem Bury FC musel FC United hrát různě na 6 různých stadionech.
Dne 25. března 2010 klub oznámil plány na vybudování vlastního stadionu s kapacitou 5 000 diváků v Newton Heath. To jest původní místo Manchesteru United. Stavba bude umístěna na místě stávajícího deset akrů velkého sportovního centrum Lane a bude stát 3,5 milionu liber, které mají být financovány z veřejných darů, vydaných akcií ve společenství a grantových prostředků. Avšak o rok později v březnu 2011 městská rada Manchesteru od tohoto projektu upustila, ale přislíbila FC United vybudování nového stadionu na novém místě s nižšími náklady. V červnu 2011 na svém webu FC United zveřejnil podrobné informace o plánu na nový stadion v Broadhurst Park v Mostonu . Městská rada Manchesteru 27. října 2011 schválila stavební povolení pro tento projekt. FC United musel překonat řadu překážek co se týče financování a proto se výstavba stadionu protáhla o dva roky a tak až v listopadu 2013 začala výstavba.
Před sezonou 2014/15 skončil souhlas po devíti letech s Bury FC a jelikož FC United nemá stále svůj stadion, tak musí hledat další svůj přechodný domov. A to především u týmu Stalybridge Celtic v Bower Fold. Před sezónou 2015/16 klub otevřel po několika letech snažení vlastní stadion, pojmenovaný Broadhurst Park. Prvním zápasem na novém stadionu byl přátelský zápas proti béčku Benficy. Zápas se odehrál 29. května 2015 před dosud rekordní návštěvou 4 232 diváku, Benfica jej vyhrála poměrem 1:0.

## Organizace
U klubu FC United je členství získáno tím, že se zaplatí roční poplatek ve výši 12£ (3£ u dětí). Každý obdrží jednu akcii v klubu a má nárok na hlasování na schůzích, bez ohledu na výši darovného.
Klub má zvolený jedenáctičlenný výbor.
Klub má dva zaměstnance na plný úvazek pozice: Andy Walsh jako vedoucí pracovník a Lindsey Robertson.
Klub se řídí následujícími principy:
1. Rada volí demokraticky členy.
2. Rozhodnutí o přijetí členství bude rozhodnuto o jednoho člena, jeden hlas představenstva.
3. Klub bude rozvíjet pevné vztahy s místní komunitou a snaží se být přístupný všem, nikoho nediskriminuje.
4. Klub se bude snažit, aby vstupné bylo co možná nejdostupnější.
5. Klub bude podporovat mladé, místní účast - hraním a podporou - kdykoli je to možné
6. Rada bude usilovat pokud možno se vyhnout přímým obchodním stykem.
7. Klub bude i nadále nezisková organizace.
Klub přijímá sponzorství, ale neumožňuje jejich zveřejnění na dresech. Hlavním sponzorem v letech 2005-2006 byl Bhopal Medical Appeal a v sezoně 2006-2007 Williams BMW Group.

## Budoucí aspirace
V polovině své druhé sezony na valné hromadě v listopadu 2006 klub nastínil ambice na příštích šest let.
- postoupit o tři soutěže výše do soutěže Conference North do roku 2009;

Postoupit do Conference North se klubu povedlo až v sezóně 2014/15, kdy klub vyhrál Northern Premier League Premier Division.
- dosáhnout průměrnou kapacitu 5 000 diváků na domácím hřišti do roku 2009;

Průměrná návštěva byla v letech 2008 až 2015 pouze 2 000 diváků, ale i tak mají FC United nejvyšší průměrnou návštěvnost mimo ligový fotbal.
- vybudovat co nejdříve vlastní stadion s kapacitou 7 000 – 10 000 diváků v centru Greater Manchester do roku 2012;

Plány na nový stadion se objevily až v roce 2011. Mimo to měl mít nový stadion kapacitu 5 000 diváků. Otevřen byl v roce 2015 v Mostonu s konečnou kapacitou 4 400 diváků.
- vybudování vlastního tréninkového centra do roku 2009;

V roce 2010 došlo ke spojení s Manchester College pro využití jejich tréninkového centra.
- vybudování ženského týmu pro sezonu 2007/08.

Ženský tým byl vybudován až v sezóně 2012/13.

## Klubové rekordy
- Nejvyšší ligová výhra:
  - 10:2 nad Castleton Gabriels, 10. prosince 2005
- Největší výhry – rozpětí: 8
  - Gabriels v Castleton, 10. prosince 2005
  - Squires Gate, 14. října 2006
  - Glossop North End, 28. října 2006
  - Nelson, 4. dubna 2007
- Nejvyšší ligová prohra:
  - 1:5 v Bradford Park Avenue, 24. března 2010
  - 1:5 v Matlock Town, 5. září 2010
- Nejvyšší návštěvnost:
  - 6 731 na Gigg Lane, Bury – proti Brighton & Hove Albion (FA Cup druhé kolo), 8. prosinec 2010
  - 4 232 na Broadhurst Park, Manchester – proti SL Benfica „B“ (přátelský zápas), 29. květen 2015
- Nejnižší návštěvnost: 503 na Bower Fold, Stalybridge – proti Barwell (FA Trophy) 3. prosinec 2014
- Nejdelší neporazitelnost v lize: 22. zápasů, od 3. prosince 2006 do 18. srpna 2007
- Nejvíce výher v řadě: 22. zápasů, od 29. dubna do 30. září 2006 (poslední zápas sezóny 2005-2006 a prvních 12 her sezóny 2006-2007)
- Nejvíce proher v řadě: 4 (dvakrát), od 7. dubna do 21. dubna 2010 a od 30. srpna 2010 do 18. září 2010
- Nejvíce kol bez vítězství: 8, od 24. března 2010 do 21. dubna 2010 (2 remízy a 6 porážek)

## Ženský oddíl (FC United of Manchester Women's)
Ženský tým se poprvé zúčastnil soutěže v sezóně 2012/13. Největší úspěch týmu je druhé místo v soutěži Greater Manchester Women's Football League a finále v poháru GMWFL League Cup, kde podlehli ve finále 1:0 Manchesteru City. Od sezóny 2018/19 působí v North West Women's Regional League Premier Division (5. nejvyšší soutěž).

### Umístění v jednotlivých sezonách
Stručný přehled
Zdroj:
- 2012–2015: Greater Manchester Women's League (Division One)
- 2015–2018: North West Women's Regional League (Division One South)
- 2018– : North West Women's Regional League (Premier Division)

Jednotlivé ročníky
Zdroj:
Legenda: Z – zápasy, V – výhry, R – remízy, P – porážky, VG – vstřelené góly, OG – obdržené góly, +/- – rozdíl skóre, B – body, červené podbarvení – sestup, zelené podbarvení – postup, fialové podbarvení – reorganizace, změna skupiny či soutěže
| Anglie (2012 – ) |                                                         |        |    |    |   |   |     |    |      |    |        |
| Sezóny           | Liga                                                    | Úroveň | Z  | V  | R | P | VG  | OG | +/-  | B  | Pozice |
| 2012/13          | Greater Manchester Women's League (Division One)        | 7      | 16 | 14 | 1 | 1 | 106 | 11 | +95  | 43 | 2.     |
| 2013/14          | Greater Manchester Women's League (Division One)        | 7      | 12 | 10 | 0 | 2 | 64  | 13 | +51  | 30 | 2.     |
| 2014/15          | Greater Manchester Women's League (Division One)        | 7      | 15 | 14 | 0 | 1 | 109 | 18 | +91  | 42 | 1.     |
| 2015/16          | North West Women's Regional League (Division One South) | 6      | 14 | 9  | 2 | 3 | 42  | 21 | +21  | 29 | 2.     |
| 2016/17          | North West Women's Regional League (Division One South) | 6      | 22 | 18 | 2 | 2 | 106 | 15 | +91  | 56 | 2.     |
| 2017/18          | North West Women's Regional League (Division One South) | 6      | 17 | 16 | 1 | 0 | 120 | 7  | +113 | 49 | 1.     |
| 2018/19          | North West Women's Regional League (Premier Division)   | 5      |    |    |   |   |     |    |      |    |        |